# Jonas Brothers
A Jonas Brothers egy amerikai pop–rock együttes, tagjai Kevin, Joe és Nick Jonas. A Disney Channel Camp Rock című filmjében szerepeltek. Több nagylemezük is megjelent.

## Családi háttér
Az idősebb Paul Kevin Jonas, lelkész (utazó prédikátor), egyben zenész. Édesanyjuk, Denise Jonas is tagja volt egy keresztény zenekarnak. Olasz, ír, német és cherokee indián felmenőik vannak. A fiúk kiskoruktól kezdve apjuk gyülekezeti kórusában énekeltek. Van egy öccsük, Frankie Jonas, 2000-ben született.

## Pályafutás

### Kezdetek, Nick Jonas szólóalbuma
Nicket hatéves korában fedezték fel egy fodrászatban, mikor édesanyja a haját vágatta. Élete hetedik évében kezdett el a Broadway-en szerepelni. Számos darabban játszott, többek közt az A Christmas Carol-ban (2000), az Annie Get Your Gun-ban (2001), A szépség és a szörnyetegben (2002) és a Nyomorultakban (2003) és más darabokban is.
2002-ben, míg a Szépség és a szörnyetegben játszott, Nick írt egy dalt, aminek az édesapjával a Joy to the World (A Christmas Prayer)(Örömöt a világnak – egy karácsonyi ima) címet adták. 2003 novemberében, az INO Records átvette a dal egyik példányát, ami felkerült a Record & Radio's Christian Adult Contemporary listájára.
2005 elején a Columbia Records új elnöke Steve Greenberg meghallgatta Nick albumát. Bár Nick albuma nem tetszett neki, a fiú hangja igen. Miután találkozott Nick-kel, a Please be mine című dalt, melyet a testvérek együtt írtak és adtak elő, a Daylight/Columbia Records elhatározta, hogy hármukat egy együttesként szerződteti le.

### It's About Time (2005–2007)
Miután leszerződtek a Columbia Records-szal, a testvérek a zenekar megnevezésén kezdték el törni a fejüket, az első használható ötletnek a Sons of Jonas (Jonas fiai) nevet tartották. Végül a Jonas Brothers mellett maradtak.
2005 nagy részét azzal töltötték, hogy számos turnén vendégelőadóként szerepeltek. Többek közt Kelly Clarkson-nal, Jesse McCartney-val, a Backstreet Boys-zal és a Click Five-val is álltak egy színpadon.
A fennmaradó időben, az Aly & AJ-jel és a Cheetah Girls-zel egy drogellenes turnén vettek részt.
Az album megírásának időszakában az együttes együttműködött neves dalszövegírókkal is, beleértve Adam Schlesinger-t (Fountains of Wayne), Michael Mangini-t (Joss Stone), Desmond Child-ot (Aerosmith, Bon Jovi), Billy Mann-t (Destiny’s Child, Jessica Simpson) és Steve Greenberg-öt.
Az album megjelenése eredetileg 2006 februárjára volt kitűzve, de számos alkalommal visszavonták. Az elhalasztás okai között szerepeltek a Sony Music vezetőségében történt változások (a Columbia Records anyavállalata) és az, hogy a vezetőség még egy dalt akart tenni az albumra. Az albumra felkerült az eredetileg Busted által az Egyesült Királyságban sikerre vitt két dal, a Year 3000 és a What I go to school for is.
A Jonas Brothers első kislemezét, a Mandy-t, 2005. december 27-én adták ki. A dal videóklipje az MTV Total Request Live című műsorában, 2006. február 22-én került bemutatásra, és megszerezte a lista negyedik helyét.
Time for me to Fly című daluk szerepelt az Aquamarie című filmben (és megjelent annak filmzenei albumán), szintén 2006 februárjában. Márciusban a Mandy szerepelt a Nickelodeon televízió Zoey 101: Spring Break-up című filmjében és a Zoey 101: Music Mix filmzenei albumon is, a listán azonban Nicholas Jonas produkciójaként szerepelt.
Az együttes zenéje a Cartoon Network Cartoon Fridays-jében is képviseltette magát. A zenekar feldolgozta a Yo Ho (A Pirate's Life for Me) című dalt a DisneyMania 4. albumára, amit 2006. április 4-én adtak ki.
A 2006 nyarán a Jonas Brothers, Aly & AJ turnéján vettek részt. Szintén nyáron megírták az American Dragon: Jake Long című Disney-sorozat második évadjának főcímdalát, melyet a Disney Channel 2006 júniusától 2007 szeptemberéig sugárzott.
Az It's About Time lemezük végül 2006. augusztus 6-án jelent meg.
Az együttes megállapodása szerint az album csupán limitált számban, mintegy 50 000 példányban került kibocsátásra, így az album felkerülhetett különböző aukciós oldalakra, mint például az eBay-re, ahol egy példányért 200-300 dollárt is elkértek. Mivel a Sony nem kívánta a zenekar további kiadványait preferálni, a Jonas Brothers cégváltás lehetőségét helyezte kilátásba.
2006. október 3-án Nick 2004-es szóló kislemeze a Joy to the world újra kiadásra került a The Ultimate Christmas Collection című albumon.
Szintén október hónapban, az együttes feldolgozta a A kis hableányból ismert Poor Unfortunate Souls című dalt. A szám, a videó klipjével egyetemben, a Kis hableány különleges, két lemezes kiadására is felkerült.
Az It's About Time második kislemeze a Year 3000 lett. A dal közkedveltté vált a Radio Disneyben, a videóklipje pedig 2007 januárjában debütált a Disney Channel-en.
Végül, 2007 elején, a Columbia Records lemondott a Jonas Brothers további albumainak kiadatási jogáról.

### Jonas Brothersalbum (2007–2008)
A cég nélkül maradt Jonas Brothers jelentkezett a Hollywood Recordsnál 2007 februárjában. Ez idő tájt kezdték vetíteni a srácok Baby Bottle Pops reklámját. Március 24-én két további dal került kiadásra, két különböző albumon: Kids Of the Future a Robinson család titka filmzenei CD-n, és az I Wanna be Like You a Disney Mania 5-ön.
A Jonas Brothers első fellépése a Fehér Házban 2007. április 9-én, hétfőn volt, a White House Easter Egg Roll-on, ahol a nemzeti Himnuszt énekelték. 2007. június 27-én a Celebrating Women in Sports Tee Ball játékon énekelték a Himnuszt, és a játék után a saját dalaikkal szórakoztatták a piknik-fogadáson résztvevőket.
Saját nevükkel fémjelzett második album 2007. augusztus 27-én jelent meg. Az első héten felkerült a Billboard Hot 200 Chart-listára. Két kislemez-dal videóklipje is ez idő tájt jelent meg – a Hold On két héttel az album megjelenése előtt, az S.O.S. pedig két héttel utána.
Augusztus hónapban az együttesnek számos tévé-szereplése volt. Augusztus 17-én vendégszerepeltek a Disney Channel Hannah Montana című sorozatában, konkrétabban az Én és Mr. Jonas és Mr. Jonas és Mr. Jonas című epizódban. Szintén ebben a részben előadták a We've Got A Party With Us című dalt, Miley Cyrus-szal. Az epizód közvetlen High School Musical 2 bemutatója után debütált. Aznap este 10,7 millió ember nézte meg.
Augusztus 24-én a Jonas Brothers két dallal lépett fel a Miss Teen USA versenyen. Következő nap zajlott a Disney Channel Games záró-ceremóniája, ahol a Jonas Brothers is képviseltette magát néhány dal erejéig. Augusztus 26-án a Jonas Brothers konferátori szerepet kapott Miley Cyrus oldalán a Teen Choice Awards-on.
2007. november 18-án felléptek az America Music Awards-on, előadták az S.O.S.-t. November 22-én tiszteletüket tették az ez évi 81. Macy Hálaadásnapi fesztiválon. A 2007-es év utolsó fellépéseként a három testvér fellépett a Hold On és az S.O.S. című dalaival, a Dick Clark’s New Year’s Rocking Eve-en.
A Jonas Brothers 2008. január 31-én kezdte meg a Look Me in The Eyes turnéját, Tucson-ban, Arizona államban. Előadtak számos új dalt is, melyek stúdióverzióját feltették a következő, A Little Bit Longer című albumukra. A turné alatt a fiúk egy mini valóságshow-t forgattak Jonas Brothers: Living the Dream címmel, ami a Disney csatornán debütált.

### A Little Bit Longer, színészi évek (2008–2009)
A Jonas Brothers harmadik stúdióalbuma, az A Little Bit Longer 2008. augusztus 12-én jelent meg. A lemezen lévő összes szám legalább három napig az iTunes vezetőlistájának első helyén szerepelt. Miután a Look Me In The Eyes turnét befejezték, bejelentették, hogy ők lesznek a nyitó előadója Avril Lavigne Best Damn turnéjának európai részén.
Amíg a Camp Rock-ot forgatták, a fiúk Demi Lovato albumára írtak 6 számot Demivel együtt, amit később az énekesnő a Don't Forget lemezére rakott. A film soundtrackje 2008. június 17-én jelent meg és a Billboard 200-as toplistán a 3. helyet szerezte meg.
Ebben az időben a Jonas Brothers a Disney minisorozatában, a Disney Channel Games-ben is feltűntek.
Ugyanebben az évben jelent meg a Camp Rock: Rocktábor, ahol szintén zenekart játszanak: Joe Shane Gray-t, az énekest, Nick Nate-t, az egyik gitárost és Kevin Jasont, a másik gitárost.
2008 nyarán a fiúk elkezdték a Burnin' Up turnéjukat, melyből koncertfilm is készült: a Jonas Brothers: The 3D Concert Experience, melyben Demi és Taylor Swift is feltűnt.
A zenekar 2008 júliusában szerepelt a Rolling Stone Magazine-ban és így a legfiatalabb zenekarrá váltak, akik a magazin címoldalán szerepelhettek.
A Jonas Brothers meglátogatta Cleveland belvárosát, az Ohio's Rock and Roll Hall of Fame-et a 2008. augusztus 22-ei fellépésük előtt a Blossom Music Center-ben. A zenekar elajándékozta azokat a ruhadarabokat és cipőket, amiket az A Little Bit Longer turnén viseltek Jim Henke-nek, a Rock and Roll Hall of Fame alelnökének.
2008 decemberében a Jonas Brothers-t jelölték a Best New Artist-ra (Legjobb Új Művész) az 51. Grammy Díjátadón.
2009-ben megjelent Timbaland-del a közös számuk, a Dumb.
A Jonas Brothers február 14-én vendégként feltűnt a Saturday Night Live showban. Ez volt az első SNL fellépésük.
2009-ben újra turnéra mentek, ahol egy koreai lánybanda, a Wonder Girls voltak a nyitóelőadók. Májusban megjelent saját Disney sorozatuk, a Jonas első évada.

### Lines, Vines and Trying Times(2009–2011)
A Jonas Brothers már a Burnin' Up turnén elkezdtek harmadik albumukon, a Lines, Vines and Trying Times-on dolgozni. Az album végül 2009. június 15-én jelent meg. A lemez elérte az 1. helyezést, így ez lett a fiúk második első helyes albumuk.
2009 augusztusában jelent meg a Send It On, amiben a JB-n kívül Demi, Miley és Selena is énekel. Ugyanebben a hónapban a zenekar vezette a Teen Choice Awards-ot, ahol fel is léptek.
Joe 2010-ben egy vendégzsűri volt az American Idol tehetségkutatóban, a dallasi meghallgatásokon.
A Camp Rock hatalmas sikere miatt 2010. szeptember 3-án megjelent a film folytatása, a Rocktábor 2. – A záróbuli.
2010 végén a fiúk a Fehér Házban léptek fel. 2011 decemberében kiszivárgott az együttes legújabb dala, a Dance Until Tomorrow.

### Feloszlás (2012–2013)
2012 májusában a fiúk bejelentették, hogy a Hollywood Records már nem a kiadójuk.
2012 augusztusában Kevinnek saját reality show-ja indult feleségével, Danielle-lel. Felléptek Oroszországban, a Fülöp-szigeteken és Malajziában. Nem sokkal később megjelent legújabb daluk, a Meet You In Paris.
Első tv-s szereplésük a visszatérés óta, októberben a Radio City Music Hall-ben történt meg New York-ban, ahol a sok régi közt 3 új dalt is előadtak: a Let's Go-t, a Wedding Bells-t és a First Time-ot. A év végén felléptek a Jingle Ball Los Angeles-i show-ján is, majd bejelentették következő turnéjukat. 2013. február 28-án felléptek a Viña del Mar Nemzetközi Dalfesztiválon is Chilében.
Első élő albumuk vezető dala, a Pom Poms áprilisban jelent meg, majd nem sokkal később debütált a First Time is, júniusban.

### Visszatérés,Sucker(2019-)
A zenekar 2019. február 28-án bejelentette visszatérését legújabb számukkal, a Sucker-rel, melyet a Republic Records adott ki. A fiúk a dal megjelenésének hetét a "The Late Late Show with James Corden" című esti show-ban töltötték különféle interjúkkal és előadásokkal.

## Turnék

### Saját
- Fall 2005 Tour (2005)
- American Club Tour (2006)
- Marvelous Party Tour (2007)
- When You Look Me in the Eyes Tour (2008)
- Burnin' Up Tour (2008–2009)
- World Tour 2009 (2009)
- Live in Concert World Tour (2010)
- World Tour 2012/2013 (2012–2013)
- Live Tour (2013)

### Nyitóelőadóként
- The Cheetah Girls: Cheetah-licious Christmas Tour (2005)
- Backstreet Boys: Never Gone Tour (2006)
- The Veronicas: 2006 US Tour (2006)
- Jesse McCartney: Right Where You Want Me Tour (2007)
- Miley Cyrus: Best of Both Worlds Tour (2007–2008)
- Avril Lavigne: The Best Damn World Tour (2008)

## Zenei stílusuk
A Jonas Brothers rock, pop rock, pop punk és power pop zenei stílust képvisel.

## Színészet

### Korai szakasz
A Jonas Brothers kellő időben debütált a színészetben. A Disney Channel Original Series egyik sorozatában, a Hannah Montana-ban, ahol egy epizódban kaptak vendégszerepet, a "Me and Mr. Jonas and Mr. Jonas and Mr. Jonas"-ban (Én és Mr.Jonas és Mr.Jonas és Mr.Jonas).
Nem sokkal később ismét találkoztak Miley Cyrus-szal, és együtt szerepeltek Miley 3D koncertfilmjében, a Hannah Montana & Miley Cyrus: Best of Both Worlds Concert-en, ahol a lány előzenekara voltak.
A Jonas Brothers Look Me in the Eyes turnéja alatt a fiúk felvettek a Disney Channel-lel egy rövid sorozatot, aminek címe a Jonas Brothers: Livin' the Dream (Jonas Brothers: A valóra vált álom) lett, mely 2008. szeptember 5-én debütált. A sorozat bemutatja életüket a turné alatt, a próbákat, az utazást, koncerteket, tanulást és a magánéletüket a családjukkal, barátaikkal.
A Jonas Brothers szerepelt egy Disney Channel műsorban, aminek címe: Studio DC: Almost Live (Majdnem Élő), egy különleges félórás revüben a Muppets-szel valamint Disney Channel-es sztárokkal.

## Jótékonyság
A Jonas Brothers 2007-ben 12 millió dollárt (2 449 782 899 Ft) keresett, és jövedelmük 10%-át a Change for the Children Alapítványnak (Változtassunk a gyerekek életén Alapítvány) ajándékozták.A Change for the Children Alapítvány egy olyan alapítvány, melyet a Jonas Brothers hozott létre. Itt adományozni lehet a gyerekeknek. Olyan, mint a "Nothing But Nets", az "American Diabetes Foundation", a "St. Jude Children's Research Hospital", a "Children's Hospital Los Angeles", és a "Summer Stars: Camp for the Performing Arts". A zenekar azt nyilatkozta, hogy:
"Azért hoztuk létre a Change for the Children Alapítvány segédprogramot, hogy motiválja és inspirálja a gyerekeket önbizalommal tudjanak szembenézni a gondjaikkal, dönthessenek és sikeresek lehessenek. Szerintünk a legjobban a társaik tudnak nekik segíteni – a gyerekek segítenek más gyerekeken, akik kicsit szerencsésebbek".
2008. augusztus 6. óta Bayer Diabetes Care-nek (Bayer Cukorbetegek Gondozója) Nick Jonas a nagykövete, aki támogat minden olyan ötletet, amikor az emberek szembe akarnak szállni a cukorbetegségükkel. Nick-nél 13 évesen diagnosztizálták cukorbetegségét.

## Tagok

### Bandatagok
| Tag         | Hangszer, ének                         | Aktív évek      |
| ----------- | -------------------------------------- | --------------- |
| Kevin Jonas | főgitáros, háttérénekes, mandolin      | 2005-2013 2019- |
| Joe Jonas   | fő- és háttérének, gitár, zongora      | 2005-2013 2019- |
| Nick Jonas  | fő- és háttérének, gitár, zongora, dob | 2005-2013 2019- |

### Élő/háttér banda
| Tag                    | Hangszer, ének                      | Aktív évek |
| ---------------------- | ----------------------------------- | ---------- |
| Alexander Noyes        | dob                                 | 2005-2006  |
| John Taylor            | gitár, háttérének                   | 2005-2013  |
| Greg Garbowsky         | basszusgitár, háttérének            | 2005-2013  |
| Jack Lawless           | dob                                 | 2006-2013  |
| Ryan Liestman          | zongora, gitár, bendzsó, háttérének | 2008-2013  |
| Paris Carney-Garbowsky | gitár, háttérének                   | 2010-2013  |
| Megan Mullins          | hegedű, háttérének                  | 2010-2013  |
| Marcus Kincy           | zongora                             | 2012-2013  |

## Diszkográfia
A Jonas Brothers lemezei:
- 2006: It's About Time
- 2007: Jonas Brothers (album)
- 2008: A Little Bit Longer
- 2009: Lines, Vines and Trying Times
- 2013: Live
- 2019 : Happiness Begins

## Filmográfia

### Filmek
- Best of Both Worlds Concert (Mindkét világban a legjobb koncert)
  - Év: 2008
  - Joe szerepe: önmaga
  - Nick szerepe: önmaga
  - Kevin szerepe: önmaga
  - Frankie szerepe: önmaga
  - Filmtípus: 3D Koncertfilm
- Camp Rock (Rocktábor)
  - Év: 2008
  - Joe szerepe: Shane Gray
  - Nick szerepe: Nate
  - Kevin szerepe: Jason
  - Frankie szerepe: nem szerepel
  - Film típusa: Disney Channel Original Movie
- Jonas Brothers: The 3D Concert Experience (Jonas Brothers: A 3D Koncertélmény)
  - Év: 2009
  - Joe szerepe: önmaga
  - Nick szerepe: önmaga
  - Kevin szerepe: önmaga
  - Frankie szerepe: önmaga
  - Film típusa: 3D Koncertfilm
- Band in a Bus (Banda a buszon)
  - Év: 2009
  - Joe szerepe: önmaga
  - Nick szerepe: önmaga
  - Kevin szerepe: önmaga
  - Frankie szerepe: önmaga
  - Film típusa: Reality DVD
- Night at the Museum: Battle of the Smithsonian (Éjjel a múzeumban: Smithsonian harca)
  - Év: 2009
  - Joe szerepe: angyal hangja
  - Nick szerepe: angyal hangja
  - Kevin szerepe: angyal hangja
  - Frankie szerepe: nem szerepel
- Ponyo on the Cliff by the Sea (Ponyo a tengernél a kősziklán)
  - Év: 2009
  - Joe szerepe: nem szerepel
  - Nick szerepe: nem szerepel
  - Kevin szerepe: nem szerepel
  - Frankie szerepe: Sousuke
  - 2009. augusztus 14-én mutatták be
- Camp Rock 2 (Rocktábor 2)
  - Év: 2010. szeptember 3.
  - Joe szerepe: Shane Gray
  - Nick szerepe: Nate
  - Kevin szerepe: Jason
  - Frankie szerepe: Trevor
- Sonny With A Chance Special Christmas Show(Sonny A Sztárjelölt Különleges Karácsonyi Kiadás)
  - Év: 2009. december
  - Joe szerepe: Önmaga
  - Nick szerepe: nem szerepel
  - Kevin szerepe: nem szerepel
  - Frankie szerepe: nem szerepel

### Televíziós műsorok
- Jonas Brothers: Living the dream (Jonas Brothers: A valóra vált álom)
  - Év: 2008/2010
  - Joe szerepe: önmaga
  - Nick szerepe: önmaga
  - Kevin szerepe: önmaga
  - Frankie szerepe: önmaga
  - Film típusa: reality sorozat
- Jonas.
  - Év: 2009
  - Joe szerepe: önmaga
  - Nick szerepe: önmaga
  - Kevin szerepe: önmaga
  - Frankie szerepe: önmaga
  - Film típusa: Disney Sorozat
- Jonas L.A (Jonas 2. évad)
  - Év: 2010
  - Joe szerepe: önmaga
  - Nick szerepe: önmaga
  - Kevin szerepe: önmaga
  - Frankie szerepe: önmaga
  - Film típusa: Disney Sorozat

### Vendégszerepléseik
- Hannah Montana
  - Év: 2007
  - Joe szerepe: önmaga
  - Nick szerepe: önmaga
  - Kevin szerepe: önmaga
  - Frankie szerepe: nem szerepel
  - Az epizód címe: Me and Mr.Jonas and Mr. Jonas and Mr. Jonas (2. évad 16. epizód)
- Disney Channel Games 2008 (Disney Channel Játékok 2008)
  - Év: 2008
  - Joe szerepe: önmaga
  - Nick szerepe: önmaga
  - Kevin szerepe: önmaga
  - Frankie szerepe: nem szerepel
  - Ekkor rendezték meg harmadjára ezt a műsort
- Studio DC: Almost Live (Stúdió DC: Majdnem élő)
  - Év: 2008
  - Joe szerepe: önmaga
  - Nick szerepe: önmaga
  - Kevin szerepe: önmaga
  - Frankie szerepe: nem szerepel
  - Az első adásban szerepeltek
- Extreme Makeover: Home Edition (Extrém Átalakítás: Otthoni Kiadás)
  - Év: 2008
  - Joe szerepe: önmaga
  - Nick szerepe: önmaga
  - Kevin szerepe: önmaga
  - Frankie szerepe: nem szerepel
  - Az Akers család (6. évad, 2. epizód)
- Oprah
  - Év: 2008
  - Joe szerepe: önmaga
  - Nick szerepe: önmaga
  - Kevin szerepe: önmaga
  - Frankie szerepe: nem szerepel
- Disney Channel's Totally New Year 2008 (A Disney Channel teljesen új éve 2008)
  - Év: 2008
  - Joe szerepe: önmaga
  - Nick szerepe: önmaga
  - Kevin szerepe: önmaga
  - Frankie szerepe: nem szerepel
  - Típusa: Disney Channel-különlegesség újév alkalmából
- Saturday Night Live (Szombat esti élő show)
  - Év: 2009
  - Joe szerepe: önmaga
  - Nick szerepe: önmaga
  - Kevin szerepe: önmaga
  - Frankie szerepe: nem szerepel
  - 2009. február 14-ei epizódban szerepelnek

## Saját kiadványaik
- Burning Up: On Tour with the Jonas Brothers (Turnén a Jonas Brothers-szel) /November 18, 2008/

## Fordítás
- Ez a szócikk részben vagy egészben  a   Jonas Brothers című angol Wikipédia-szócikk ezen változatának fordításán alapul.  Az eredeti cikk szerkesztőit annak laptörténete sorolja fel. Ez a jelzés csupán a megfogalmazás eredetét és a szerzői jogokat jelzi, nem szolgál a cikkben szereplő információk forrásmegjelöléseként. Az angol Wikipédia megadott változatában használt források és hivatkozások alapján.